# Talaudsumphöna
Talaudsumphöna (Amaurornis magnirostris) är en hotad och nyligen beskriven fågel i familjen rallar. Den förekommer endast på en enda ö i nordostligaste Indonesien.

## Utseende
Talaudsumphönan är en stor (30,5 cm), mörk och kraftig sumphöna med en påtagligt kraftig näbb. Huvudet är mörkbrunt, ovansidan djupare varmbrun och undersidan mycket mörkt grå men på flanker och "lår" mer likt ovansidan. Näbben är blekgrön och benen olivbruna med gul framsida.

## Läte
Det enda lätet som med säkerhet kopplats till arten är en monoton serie med mycket höjgljudda och grodlika toner, som mörka skall.

## Utbredning
Fågeln förekommer enbart på ön Karakelong i ögruppen Talaudöarna i nordöstra Indonesien. Den kan möjligen förekomma på angränsande öar, framför allt Salibabu och Kabaruang, men mindre än 20 kvadratkilometer skog återstår på dessa två öar. 

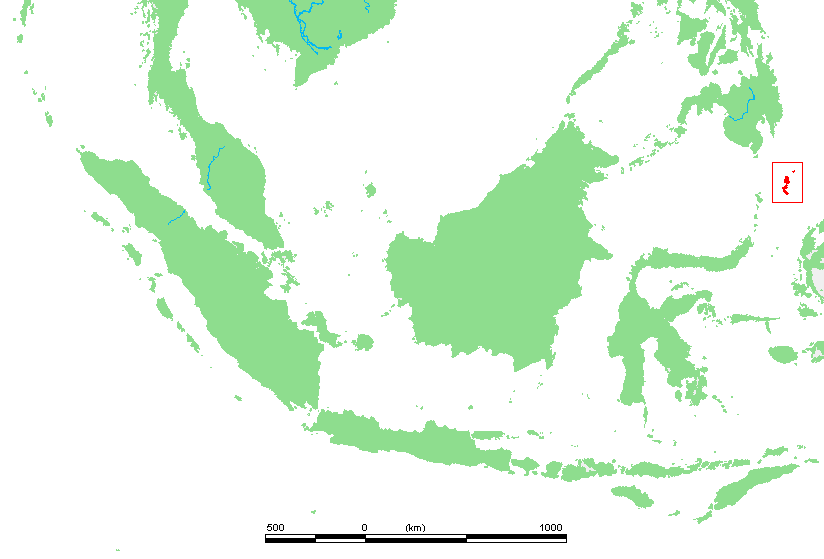
Fågeln är endemisk för Talaudöarna söder om Mindanao i Filippinerna, markerade i rött.

## Levnadssätt
Talaudsumphönan är en skogslevande art, men förekommer även i glesare bestånd i högt gräs, buskmarker och igenväxta plantage upp till tre kilometer från närmaste skog. Den har också rapporterats från sumpområden.

## Status
Fågeln tros ha en världspopulation som understiger 10 000 vuxna individer och som minskar i antal till följd av habitatförlust. Internationella naturvårdsunionen IUCN anser den därför vara hotad och placerar den i hotkategorin sårbar.